# Kuniuraman Kannan
Kuniuraman Kannan (Singapur; 1960), algunas veces llamado Kunjuraman Kannan, es un exfutbolista de Singapur que jugaba en la posición de delantero.

## Carrera

### Club
| Periodo   | Club                     |
| --------- | ------------------------ |
| 1980      | Jurong Town              |
| 1981–1985 | Singapore FA             |
| 1986–1987 | Kuala Lumpur FA          |
| 1988      | Singapore FA             |
| 1989–1991 | Kuala Lumpur FA          |
| 1992      | Singapore FA             |
| 1992-1993 | Geylang International FC |
| 1994      | Changi United Club       |

### Selección nacional
Jugó para Singapur en 85 partidos entre 1980 y 1991 son anotar goles, ya que en su carrera era más conocido por fallar goles y estrellar balones a los postes. Jugó la Copa Asiática 1984.

## Arreglos de Partidos
Segú rumores sobre corrupción en el deporte en los equipos de la Liga Premier de Malasia (MPL), el Departamento de Investigación de Prácticas de Corrupción (CPIB) lanzó una investigación entrevistando a varios jugadores, incluido Kannan. El 24 de octubre de 1994 Kannan y el entonces entrenador del Changi United Club Ong Kheng Hock fueron arrestados por arreglo de partidos en la reciente temporada de la MPL. Por instrucciones del empresario Rajendran R. Kupusamy, enfrentaron tres cargos de presuntamente intentar arreglar dos partidos de la MPL sobornando al guardameta David Lee a cambio de ser recompensado por sus acciones. En el primer partido ante el Perlis FA, a Lee le ofrecieron SGD 80000 para reducir el margen de victoria para Singapur. Singapur ganó el partido 2-1. En el segundo partido ante el Selangor FA a Lee le ofrecieron SGD 60000 para asegurar que el partido terminara en empate, el cual Singapur ganó 3-1. Lee no fue acusado por los crímenes.
Rejendran fue incluido en el caso. En la investigación que duró siete días, Lee testificó que no sabía nada de los planes del arreglo de partidos. Kannan y Ong fueron encontrados culpables de conspiración y soborno, por los que fueron encarcelados y multados. La Football Association of Singapore vetó de por vida a Kannan y a otros jugadores involucrados en corrupción y arreglo de partidos.
Con los años, Kannan ha presentado cinco apelaciones ante la FAS para que le quiten el veto en su contra. Sin embargo, los esfuerzos fueron inútiles hasta el 2022 cuando la FAS decidió levantar el veto tras el quinto intento. Una de las condiciones para levantar el veto fue participar en los programas anticorrupción por seis meses después de que el veto fuera levantado.

## Logros
- Superliga de Malasia: 1

1986
- Copa de Malasia: 1

1987, 1989
- Malasia Charity Shield: 1

1988
- Liga de Campeones de la ASEAN: 2

1987, 1989